# Selaphiel

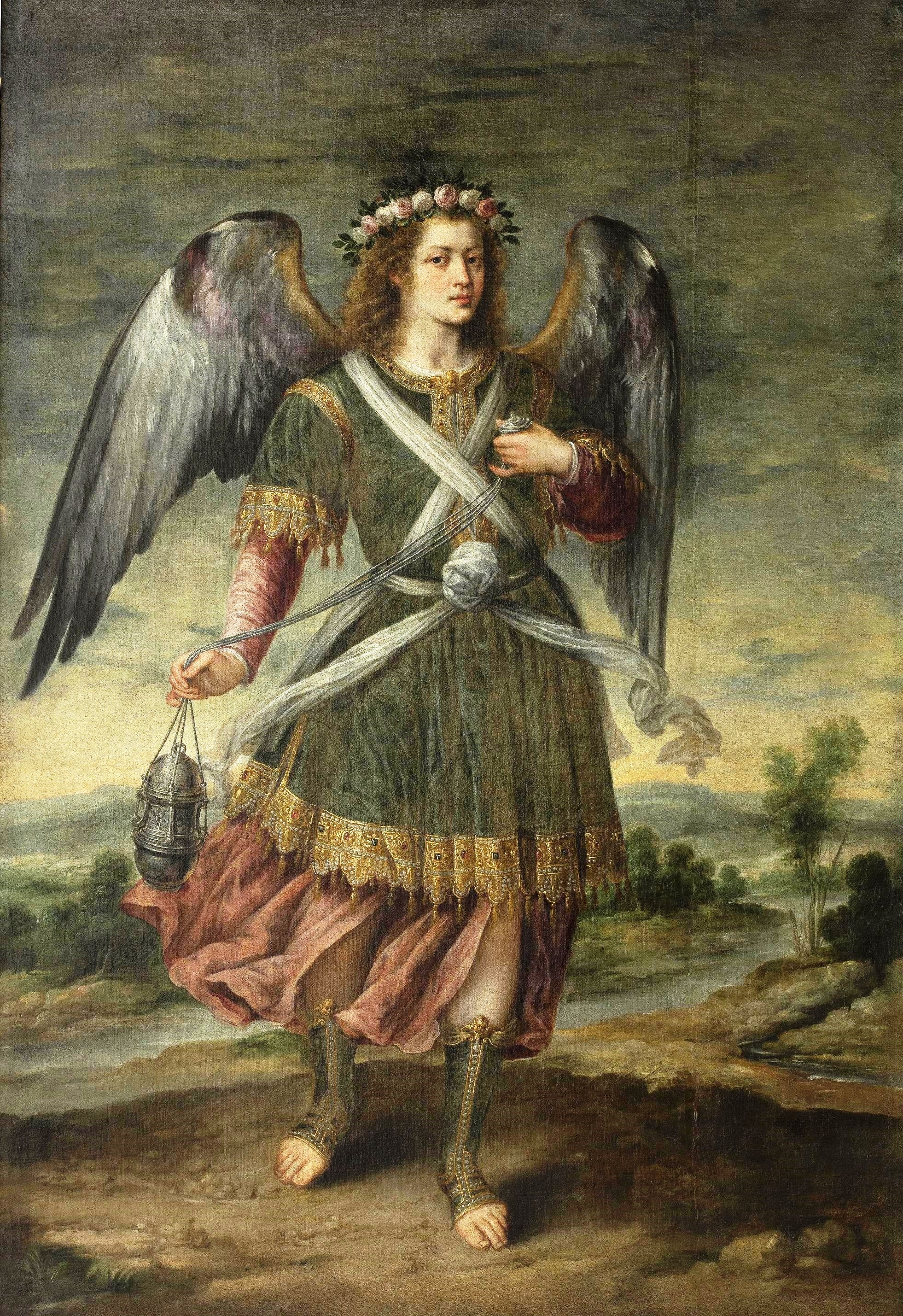
El Arcángel Seatiel, par Bartolomé Román (Musée du Prado)

Selaphiel  ou saint Selaphiel Archange, ou aussi saint Sealtiel, ou Selatiel (araméen צלתיאל Tzelathiel "prière de Dieu", He. שאלתיאל Salathiel), parfois identifié avec Salathiel du deuxième Livre d'Esdras, est l'un des sept archanges dans la tradition orthodoxe, et dans l'ésotérisme s'inspirant du catholicisme. 
Quand il est représenté dans l'iconographie ou avec des caractéristiques individuelles, il est dans une attitude d'humble prière, les yeux baissés et les bras croisés sur son torse. La prière est considérée comme son attribut spécifique, et les chrétiens orthodoxes demandent son aide si leurs prières ont souffert de distractions, d'inattentions, ou de froid. Dans la tradition apocryphe catholique Selaphiel est représenté comme un thuriféraire.